# 2015-ös Formula–1 maláj nagydíj
A maláj nagydíj volt a 2015-ös Formula–1 világbajnokság második futama, amelyet 2015. március 27. és március 29. között rendeztek meg a malajziai Sepang International Circuiten, Kuala Lumpurban.

## Szabadedzések

### Első szabadedzés
A maláj nagydíj első szabadedzését március 27-én, pénteken délelőtt tartották.
| helyezés | versenyző          | csapat/motor         | elért idő  | különbség | futott kör |
| -------- | ------------------ | -------------------- | ---------- | --------- | ---------- |
| 1        | Nico Rosberg       | Mercedes             | 1:40,124   | −         | 20         |
| 2        | Kimi Räikkönen     | Ferrari              | 1:40,497   | +0,373    | 17         |
| 3        | Sebastian Vettel   | Ferrari              | 1:40,985   | +0,861    | 13         |
| 4        | Romain Grosjean    | Lotus-Mercedes       | 1:41,543   | +1,419    | 14         |
| 5        | Carlos Sainz Jr.   | Toro Rosso-Renault   | 1:41,596   | +1,472    | 26         |
| 6        | Daniel Ricciardo   | Red Bull-Renault     | 1:41,787   | +1,663    | 15         |
| 7        | Max Verstappen     | Toro Rosso-Renault   | 1:41,803   | +1,679    | 23         |
| 8        | Valtteri Bottas    | Williams-Mercedes    | 1:41,882   | +1,758    | 23         |
| 9        | Danyiil Kvjat      | Red Bull-Renault     | 1:42,055   | +1,931    | 18         |
| 10       | Marcus Ericsson    | Sauber-Ferrari       | 1:42,064   | +1,940    | 16         |
| 11       | Felipe Massa       | Williams-Mercedes    | 1:42,103   | +1,979    | 23         |
| 12       | Pastor Maldonado   | Lotus-Mercedes       | 1:42,567   | +2,443    | 19         |
| 13       | Raffaele Marciello | Sauber-Ferrari       | 1:42,621   | +2,497    | 13         |
| 14       | Fernando Alonso    | McLaren-Honda        | 1:42,885   | +2,761    | 20         |
| 15       | Nico Hülkenberg    | Force India-Mercedes | 1:42,893   | +2,769    | 13         |
| 16       | Sergio Pérez       | Force India-Mercedes | 1:43,054   | +2,930    | 15         |
| 17       | Jenson Button      | McLaren-Honda        | 1:43,100   | +2,976    | 19         |
| 18       | Will Stevens       | Manor-Ferrari        | 1:46,686   | +6,562    | 8          |
| 19       | Roberto Merhi      | Manor-Ferrari        | 1:47,683   | +7,559    | 8          |
| 20       | Lewis Hamilton     | Mercedes             | idő nélkül | –         | 4          |

### Második szabadedzés
A maláj nagydíj második szabadedzését március 27-én, pénteken délután tartották.
| helyezés | versenyző        | csapat/motor         | elért idő | különbség | futott kör |
| -------- | ---------------- | -------------------- | --------- | --------- | ---------- |
| 1        | Lewis Hamilton   | Mercedes             | 1:39,790  | −         | 16         |
| 2        | Kimi Räikkönen   | Ferrari              | 1:40,163  | +0,373    | 29         |
| 3        | Nico Rosberg     | Mercedes             | 1:40,218  | +0,428    | 26         |
| 4        | Danyiil Kvjat    | Red Bull-Renault     | 1:40,346  | +0,556    | 17         |
| 5        | Valtteri Bottas  | Williams-Mercedes    | 1:40,450  | +0,660    | 31         |
| 6        | Felipe Massa     | Williams-Mercedes    | 1:40,560  | +0,770    | 27         |
| 7        | Sebastian Vettel | Ferrari              | 1:40,652  | +0,862    | 29         |
| 8        | Max Verstappen   | Toro Rosso-Renault   | 1:41,220  | +1,430    | 30         |
| 9        | Marcus Ericsson  | Sauber-Ferrari       | 1:41,261  | +1,471    | 30         |
| 10       | Daniel Ricciardo | Red Bull-Renault     | 1:41,799  | +2,009    | 8          |
| 11       | Pastor Maldonado | Lotus-Mercedes       | 1:41,877  | +2,087    | 15         |
| 12       | Felipe Nasr      | Sauber-Ferrari       | 1:41,988  | +2,198    | 30         |
| 13       | Sergio Pérez     | Force India-Mercedes | 1:42,242  | +2,452    | 24         |
| 14       | Carlos Sainz Jr. | Toro Rosso-Renault   | 1:42,291  | +2,501    | 31         |
| 15       | Nico Hülkenberg  | Force India-Mercedes | 1:42,330  | +2,540    | 28         |
| 16       | Fernando Alonso  | McLaren-Honda        | 1:42,506  | +2,716    | 25         |
| 17       | Jenson Button    | McLaren-Honda        | 1:42,637  | +2,847    | 24         |
| 18       | Romain Grosjean  | Lotus-Mercedes       | 1:42,948  | +3,158    | 7          |
| 19       | Will Stevens     | Manor-Ferrari        | 1:45,704  | +5,914    | 12         |
| 20       | Roberto Merhi    | Manor-Ferrari        | 1:47,229  | +7,439    | 6          |

### Harmadik szabadedzés
A maláj nagydíj harmadik szabadedzését március 28-án, szombaton délelőtt tartották.
| helyezés | versenyző        | csapat/motor         | elért idő | különbség | futott kör |
| -------- | ---------------- | -------------------- | --------- | --------- | ---------- |
| 1        | Nico Rosberg     | Mercedes             | 1:39,690  | −         | 13         |
| 2        | Lewis Hamilton   | Mercedes             | 1:39,874  | +0,184    | 10         |
| 3        | Kimi Räikkönen   | Ferrari              | 1:40,245  | +0,555    | 9          |
| 4        | Sebastian Vettel | Ferrari              | 1:40,266  | +0,576    | 13         |
| 5        | Felipe Massa     | Williams-Mercedes    | 1:40,391  | +0,701    | 14         |
| 6        | Valtteri Bottas  | Williams-Mercedes    | 1:40,406  | +0,716    | 15         |
| 7        | Daniel Ricciardo | Red Bull-Renault     | 1:40,590  | +0,900    | 19         |
| 8        | Carlos Sainz Jr. | Toro Rosso-Renault   | 1:40,601  | +0,911    | 19         |
| 9        | Max Verstappen   | Toro Rosso-Renault   | 1:40,989  | +1,299    | 18         |
| 10       | Marcus Ericsson  | Sauber-Ferrari       | 1:41,200  | +1,510    | 19         |
| 11       | Romain Grosjean  | Lotus-Mercedes       | 1:41,206  | +1,516    | 16         |
| 12       | Pastor Maldonado | Lotus-Mercedes       | 1:41,592  | +1,902    | 18         |
| 13       | Danyiil Kvjat    | Red Bull-Renault     | 1:41,776  | +2,086    | 14         |
| 14       | Nico Hülkenberg  | Force India-Mercedes | 1:41,804  | +2,114    | 15         |
| 15       | Fernando Alonso  | McLaren-Honda        | 1:41,991  | +2,301    | 13         |
| 16       | Sergio Pérez     | Force India-Mercedes | 1:42,100  | +2,410    | 14         |
| 17       | Felipe Nasr      | Sauber-Ferrari       | 1:42,117  | +2,427    | 18         |
| 18       | Jenson Button    | McLaren-Honda        | 1:42,319  | +2,629    | 13         |
| 19       | Roberto Merhi    | Manor-Ferrari        | 1:46,647  | +6,957    | 9          |
| 20       | Will Stevens     | Manor-Ferrari        | 1:47,059  | +7,369    | 6          |

## Időmérő edzés
A maláj nagydíj időmérő edzését március 28-án, szombaton futották. A Q2 közepén megérkezett a heves esőzés a pályára, ezért a Q3 csak 30 perc késéssel kezdődhetett meg.
| helyezés              | rajtszám | versenyző        | csapat/motor         | 1. rész    | 2. rész  | 3. rész  | rajthely | futott kör |
| --------------------- | -------- | ---------------- | -------------------- | ---------- | -------- | -------- | -------- | ---------- |
| 1                     | 44       | Lewis Hamilton   | Mercedes             | 1:39,269   | 1:41,517 | 1:49,834 | 1        | 13         |
| 2                     | 5        | Sebastian Vettel | Ferrari              | 1:39,814   | 1:39,632 | 1:49,908 | 2        | 13         |
| 3                     | 6        | Nico Rosberg     | Mercedes             | 1:39,374   | 1:39,377 | 1:50,299 | 3        | 13         |
| 4                     | 3        | Daniel Ricciardo | Red Bull-Renault     | 1:40,504   | 1:41,085 | 1:51,541 | 4        | 16         |
| 5                     | 26       | Danyiil Kvjat    | Red Bull-Renault     | 1:40,546   | 1:41,665 | 1:51,951 | 5        | 16         |
| 6                     | 33       | Max Verstappen   | Toro Rosso-Renault   | 1:40,793   | 1:41,430 | 1:51,981 | 6        | 16         |
| 7                     | 19       | Felipe Massa     | Williams-Mercedes    | 1:40,543   | 1:41,230 | 1:52,473 | 7        | 17         |
| 8                     | 8        | Romain Grosjean  | Lotus-Mercedes       | 1:40,303   | 1:41,209 | 1:52,981 | 10[1]    | 18         |
| 9                     | 77       | Valtteri Bottas  | Williams-Mercedes    | 1:40,249   | 1:40,650 | 1:53,179 | 8        | 14         |
| 10                    | 9        | Marcus Ericsson  | Sauber-Ferrari       | 1:40,340   | 1:41,748 | 1:53,261 | 9        | 18         |
| 11                    | 7        | Kimi Räikkönen   | Ferrari              | 1:40,415   | 1:42,173 |          | 11       | 7          |
| 12                    | 13       | Pastor Maldonado | Lotus-Mercedes       | 1:40,361   | 1:42,198 |          | 12       | 11         |
| 13                    | 27       | Nico Hülkenberg  | Force India-Mercedes | 1:40,830   | 1:43,023 |          | 13       | 9          |
| 14                    | 11       | Sergio Pérez     | Force India-Mercedes | 1:41,036   | 1:43,469 |          | 14       | 11         |
| 15                    | 55       | Carlos Sainz Jr. | Toro Rosso-Renault   | 1:39,814   | 1:43,701 |          | 15       | 9          |
| 16                    | 12       | Felipe Nasr      | Sauber-Ferrari       | 1:41,308   |          |          | 16       | 7          |
| 17                    | 22       | Jenson Button    | McLaren-Honda        | 1:41,636   |          |          | 17       | 8          |
| 18                    | 14       | Fernando Alonso  | McLaren-Honda        | 1:41,746   |          |          | 18       | 8          |
| 107%-os idő: 1:46,217 |          |                  |                      |            |          |          |          |            |
| NK                    | 98       | Roberto Merhi    | Manor-Ferrari        | 1:46,677   |          |          | 19[2]    | 7          |
| NK                    | 28       | Will Stevens     | Manor-Ferrari        | idő nélkül |          |          | 20[2]    | 0          |

Megjegyzés:
- ↑ 1:  — Romain Grosjean két rajthelyes büntetést kapott, mert a Q2 elején a rajtrács kijáratánál előzött, holott ez tilos.[3]
- ↑ 2:  — Roberto Merhi és Will Stevens, a Manor Marussia pilótái nem tudták elérni a 107%-os időlimitet (Stevens mért kört sem futott), de a hétvége korábbi részeiben nyújtott teljesítményük alapján mindketten megkapták a rajtengedélyt a futamra.[4]

## Futam
A maláj nagydíj futama március 29-én, vasárnap rajtolt.
| helyezés | rajtszám | versenyző        | csapat/motor         | futott kör | idő/kiesés oka    | rajthely | pont |
| -------- | -------- | ---------------- | -------------------- | ---------- | ----------------- | -------- | ---- |
| 1        | 5        | Sebastian Vettel | Ferrari              | 56         | 1:41:05,793       | 2        | 25   |
| 2        | 44       | Lewis Hamilton   | Mercedes             | 56         | +8,569            | 1        | 18   |
| 3        | 6        | Nico Rosberg     | Mercedes             | 56         | +12,310           | 3        | 15   |
| 4        | 7        | Kimi Räikkönen   | Ferrari              | 56         | +53,822           | 11       | 12   |
| 5        | 77       | Valtteri Bottas  | Williams-Mercedes    | 56         | +1:10,409         | 8        | 10   |
| 6        | 19       | Felipe Massa     | Williams-Mercedes    | 56         | +1:13,586         | 7        | 8    |
| 7        | 33       | Max Verstappen   | Toro Rosso-Renault   | 56         | +1:37,762         | 6        | 6    |
| 8        | 55       | Carlos Sainz Jr. | Toro Rosso-Renault   | 55         | +1 kör            | 15       | 4    |
| 9        | 26       | Danyiil Kvjat    | Red Bull-Renault     | 55         | +1 kör            | 5        | 2    |
| 10       | 3        | Daniel Ricciardo | Red Bull-Renault     | 55         | +1 kör            | 4        | 1    |
| 11       | 8        | Romain Grosjean  | Lotus-Mercedes       | 55         | +1 kör            | 10       |      |
| 12       | 12       | Felipe Nasr      | Sauber-Ferrari       | 55         | +1 kör            | 16       |      |
| 13       | 11       | Sergio Pérez     | Force India-Mercedes | 55         | +1 kör            | 14       |      |
| 14       | 27       | Nico Hülkenberg  | Force India-Mercedes | 55         | +1 kör            | 13       |      |
| 15       | 98       | Roberto Merhi    | Manor-Ferrari        | 53         | +3 kör            | 19       |      |
| ki       | 13       | Pastor Maldonado | Lotus-Mercedes       | 46         | fékek             | 12       |      |
| ki       | 22       | Jenson Button    | McLaren-Honda        | 40         | turbó             | 17       |      |
| ki       | 14       | Fernando Alonso  | McLaren-Honda        | 20         | elektronika       | 18       |      |
| ki       | 9        | Marcus Ericsson  | Sauber-Ferrari       | 3          | kicsúszás         | 9        |      |
| ni[1]    | 28       | Will Stevens     | Manor-Ferrari        | 0          | üzemanyagrendszer | –        |      |

Megjegyzés:
- ↑ 1:  — Will Stevens az üzemanyagrendszer problémái miatt nem tudott rajthoz állni a futamon.[5]

## A világbajnokság állása a verseny után
| H   | Versenyzők       | Pont | H   | Konstruktőrök        | Pont |
| --- | ---------------- | ---- | --- | -------------------- | ---- |
| 1.  | Lewis Hamilton   | 43   | 1.  | Mercedes             | 76   |
| 2.  | Sebastian Vettel | 40   | 2.  | Ferrari              | 52   |
| 3.  | Nico Rosberg     | 33   | 3.  | Williams-Mercedes    | 30   |
| 4.  | Felipe Massa     | 20   | 4.  | Sauber-Ferrari       | 14   |
| 5.  | Kimi Räikkönen   | 12   | 5.  | Toro Rosso-Renault   | 12   |
| 6.  | Felipe Nasr      | 10   | 6.  | Red Bull-Renault     | 11   |
| 7.  | Valtteri Bottas  | 10   | 7.  | Force India-Mercedes | 7    |
| 8.  | Daniel Ricciardo | 9    | 8.  | McLaren-Honda        | 0    |
| 9.  | Nico Hülkenberg  | 6    | 9.  | Lotus-Mercedes       | 0    |
| 10. | Max Verstappen   | 6    | 10. | Manor-Ferrari        | 0    |

(A teljes táblázat)

## Statisztikák
- Vezető helyen:
  - Lewis Hamilton: 10 kör (1-3), (18-23) és (38)
  - Sebastian Vettel: 46 kör (4-17), (24-37) és (39-56)
- Sebastian Vettel 40. győzelme.
- Lewis Hamilton 40. pole-pozíciója.
- Nico Rosberg 10. leggyorsabb köre.
- A Scuderia Ferrari 223. győzelme.
- Sebastian Vettel 68., Lewis Hamilton 72., Nico Rosberg 28. dobogós helyezése.
- Lewis Hamilton 150. Formula–1-es nagydíja.[6]